# 三門路
三門路是中華人民共和國上海市虹口區和楊浦區一條東西走向道路，共分為东西两段，两段通过跨南何線和南泗塘的三门路跨线天桥相连。西段西起江楊南路，與臨汾路相連，東至涼城路以東的南何線。东段西起南何線和南泗塘，東至國和路环岛。道路於1931年修建，當時道路名為三民路。1958年，道路更名為三門路，路名來自於浙江省三門縣。2017年10月，三门路的江杨南路至凉城路路段开通。2021年7月17日，配合淞沪路地道开通，三门路（国霞路---淞沪路）双向开通。2024年9月5日，中铁上海院设计的三门路跨线天桥正式开通。